# Nakanamanga
Le nakanamanga (ou éfaté du Nord) est une langue océanienne, parlée au Vanuatu par 9 500 locuteurs dans le nord d’Éfaté, à Nguna, Tongoa et d’autres petites îles, au sud-est d’Epi. 

## Dialectes
Les dialectes du nakanamanga sont : Nguna (Guna, Tongoa, Ngunese), Buninga, Sesake, Emau, Paunangis, Livara. Le lelepa est tantôt considéré un dialecte du nakanamanga, tantôt comme une langue à part.

## Sources
- (en) Sidney H. Ray, « Sketch of Nguna grammar », Journal of the Anthropological Institute of Great Britain and Ireland. Royal Anthropological Institute of Great Britain and Ireland, vol. 16,‎ 1887, p. 409–418 (DOI 10.2307/2841882, JSTOR 2841882)
- (en) Albert J. Schütz, Nguna grammar, University of Hawaii Press, coll. « Oceanic Linguistics Special Publications » (no 5), 1969